# Maroon
Maroon war eine deutsche Metalcore-Band aus Nordhausen. Alle fünf Bandmitglieder lebten Straight Edge und engagierten sich für eine vegane Lebensweise. Heute leben nur noch zwei Mitglieder diesen Lebensstil.

## Bandgeschichte

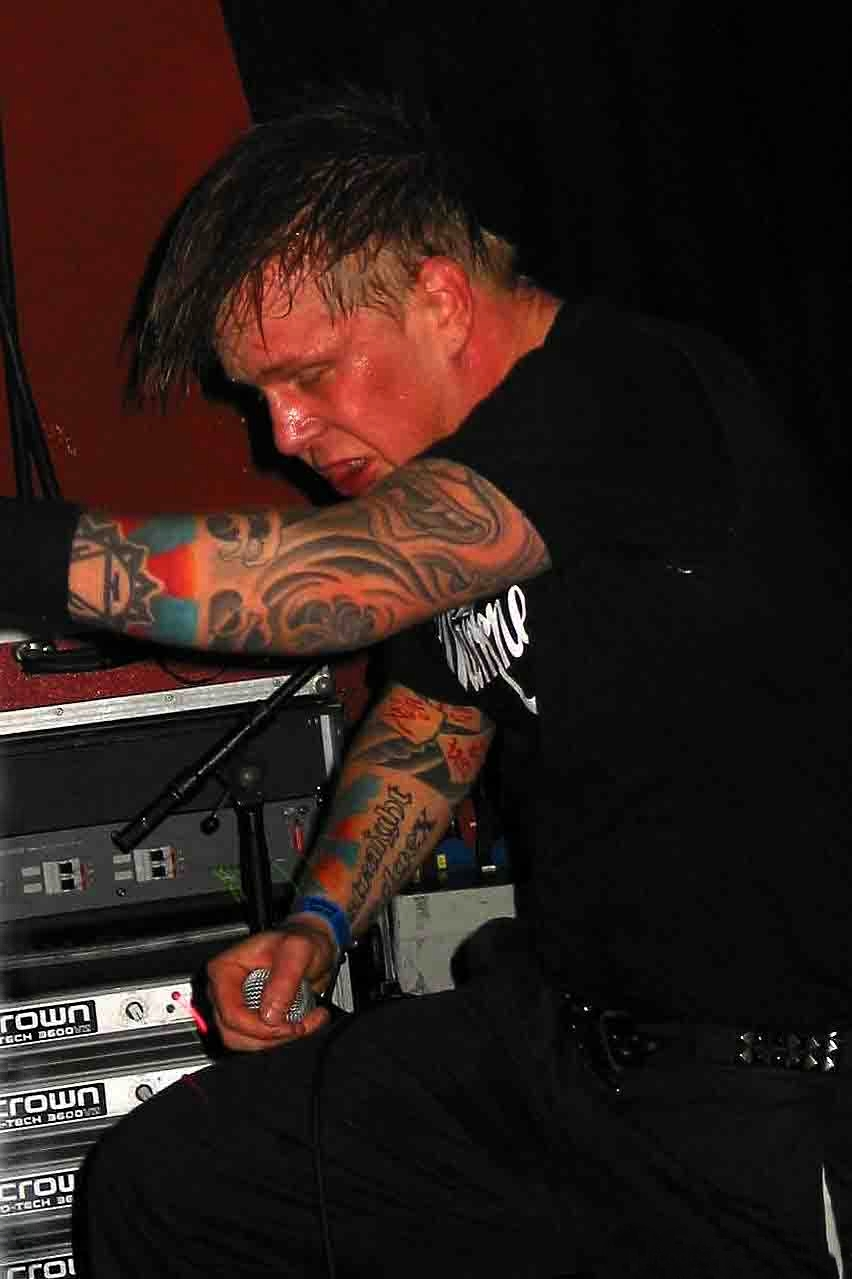
Andre Moraweck bei einem Konzert in Münster (2005)

Maroon wurde 1998 im nordthüringischen Nordhausen gegründet. 1999 erschien mit The Initiate die erste Demo. Im Jahr 2000 wurde das erste Album namens Captive in the Room of the Conspirator im Headquarters Studion in Berlin aufgenommen und von Kerosene Recordings veröffentlicht. Gleichzeitig spielte Maroon einige Konzerte in Europa, unter anderem als Vorband von Earth Crisis und Morning Again. 2001 wurden Split-CDs mit Absidia und Self Conquest veröffentlicht, während die Band wiederum auf Europatour ging und unter anderem als Vorband von Caliban und Heaven Shall Burn spielte.
Im Jahr 2001 nahm Maroon in den Rape of Harmonies Studios das Album Antagonist auf. Es wurde für Catalyst Records das meistverkaufte Album. Es folgten weitere Konzerte in Europa und einige Besetzungswechsel.
2003 unterschrieb Maroon einen Vertrag mit dem Label Alveran Records, das Antagonist wiederveröffentlichte und bei dem auch der Nachfolger Endorsed by Hate erschien. Außerdem spielte Maroon auf dem von Alveran Records organisierten Pressure Festival und auch auf dem With Full Force. Seit 2004 haben sie einen Plattenvertrag mit Century Media, das wiederum Endorsed by Hate vor allem für die USA auf Abacus Recordings wiederveröffentlichte.
2006 erschien das Album When Worlds Collide bei Century Media. Ende Mai 2007 traten sie als Vorband der Nu-Metal-Band Korn in Hamburg auf und spielten August 2007 auf dem Wacken Open Air. Am 19. Oktober 2007 erschien das Album The Cold Heart of the Sun. ebenfalls 2007 trat sie mit Himsa als Vorband von As I Lay Dying auf. Auf dem Soundtrack zum im selben Jahr erschienenen Film Zombie Strippers erschien der Song Wake Up in Hell.
Im Jahr 2009, genauer gesagt am 17. April, erschien ihr fünftes Studioalbum, das den Titel Order trägt.
Im April 2011 ließ die Band auf ihrem Facebook-Profil verlauten, dass Sebastian Rieche und Nick Wachsmuth die Band verlassen haben und daraufhin folgte eine längere Pause bzw. Auszeit der Band.
Am 9. Dezember 2012 gab es schließlich wieder Neuigkeiten von der Facebook-Seite Maroon: Die Band würde mit zwei neuen Bandmitgliedern fortgesetzt und der erste Auftritt nach 2 Jahren soll am With Full Force Festival in Deutschland erfolgen. Anfang 2013 gaben Maroon weitere Details zu den neuen Bandmitgliedern bekannt: Steven „Ivan“ wurde als neuer Gitarrist vorgestellt sowie Benny als neuer Schlagzeuger.
Am 4. Dezember 2013 gab die Band auf ihrer Facebook-Seite bekannt, dass sie sich nach der „Some Goodbyes are Farewells Tour 2014“, die u. a. Konzerte in Deutschland, Österreich, Belgien, Japan, Russland, China, Ukraine und Belarus beinhaltet, auflösen wird.
Weiterhin wurde bekanntgegeben, dass Andre und Tom-Eric in einer neuen Band musikalisch aktiv bleiben werden.

## Stil
Die Texte von Maroon thematisieren bis auf wenige Ausnahmen Tierrecht und Umweltschutz, Veganismus sowie Straight Edge im Allgemeinen. Auch ihre musikalischen Vorbilder und die Bands, mit denen sie zusammen spielen, kommen mehrheitlich aus dem Straight-Edge-Bereich. Auf dem Album Antagonist wurde ein Cover des in der Straight-Edge-Szene recht bekannten Stücks Declaration von Canon veröffentlicht. Endorsed by Hate enttäuschte viele Fans, da es sich nicht mit den Straight-Edge-typischen Themen beschäftigte. Außerdem änderte die Band ihre Internetadresse von http://www.xmaroonx.com in http://www.maroonhate.com. Das Entfernen der beiden x, die an das x als Erkennungszeichen der Straight-Edge-Szene erinnern, rief weiteren Unmut hervor. Das Nachfolgealbum When Worlds Collide wird als deutliche Reaktion der Band auf die Kritik angesehen, da die Texte wieder hauptsächlich von „typischen“ Themen handeln. Der erste Song 24 Hour Hate enthält sogar einige Zitate aus der Geschichte des Straight Edge: „Burn it down“ ist der Name einer Band aus Hardline-Szene der 1990er, „destroy the machines“ ist der Name einer CD von Earth Crisis ebenso wie „firestorm“, und der Refrain „hands off the animals“ entstammt dem Song Cultured Sadism der Band Raid, die zusammen mit Vegan Reich als eine der ersten Vegan Straight-Edge-Bands überhaupt gilt.

## Diskografie

### Alben
- 2002: Antagonist (Wiederveröffentlichung 2003) (Alveran Records)
- 2004: Endorsed by Hate (Wiederveröffentlichung 2004) (Alveran Records)
- 2006: When Worlds Collide (Century Media Records)
- 2007: The Cold Heart of the Sun (Century Media Records)
- 2009: Order (Century Media Records)

### Sonstiges
- 1999: The Initiate (Demo)
- 2000: Captive in the Room of the Conspirator (CD-EP) (Kerosene Recordings)
- 2001: Split-7" mit Absidia (Crap Chord)
- 2001: The Key mit Self Conquest (Split-CD)